# Ptychognathus intermedius
Ptychognathus intermedius is een krabbensoort uit de familie van de Varunidae. De wetenschappelijke naam van de soort is voor het eerst geldig gepubliceerd in 1879 door de Man.